# Rivière à la Fourche (rivière Champlain)
Pour les articles homonymes, voir Rivière à la Fourche et Fourche (homonymie).
La rivière à la Fourche est un affluent de la rive nord-ouest de la rivière Champlain, coulant du côté est du Saint-Maurice et du côté nord du fleuve Saint-Laurent, dans la municipalité régionale de comté (MRC) Les Chenaux, dans la région administrative de la Mauricie, au Québec, au Canada.
Le cours de la rivière à la Fourche traverse les municipalités de Notre-Dame-du-Mont-Carmel, Saint-Narcisse, Saint-Maurice et Saint-Luc-de-Vincennes. Cette rivière fait partie du bassin versant de la rivière Champlain laquelle serpente généralement vers le nord-est, puis vers le sud-est, jusqu’à la rive nord du fleuve Saint-Laurent.
Le cours de la rivière à la Fourche traverse de façon discontinue des zones forestières et agricoles. La surface de la rivière est généralement gelée de la mi-décembre jusqu’à la fin mars.

## Géographie
La rivière à la Fourche prend sa source dans la partie est du plé de Saint-Narcisse, soit dans la zone nord-est de la municipalité de Notre-Dame-du-Mont-Carmel. La zone Sud de ce territoire humide est drainé par la Rivière au Lard, la zone est par la rivière aux Rouilles et la zone nord par la Rivière des Chutes et la Rivière à la Tortue (via le Lac-à-tortue).
À partir du plé de Saint-Narcisse, la rivière à la Fourche coule sur 21,5 km, selon les segments suivants :
- 0,5 km vers l'est dans Notre-Dame-du-Mont-Carmel, jusqu’à la limite de Saint-Narcisse ;
- 4,0 km vers le sud-est dans Saint-Narcisse, jusqu’à la route 359 (route du 3e rang) ;
- 3,0 km vers le sud-est en formant une courbe vers le nord-est pour revenir couper la route 359 (route du 3e rang) ;
- 3,8 km vers le sud-est en coupant la route du rang Saint-Félix, jusqu’à la route du rang Sainte-Marguerite, correspondant à la limite de Saint-Luc-de-Vincennes ;
- 1,0 km vers le sud dans Saint-Luc-de-Vincennes, en formant un crochet vers le nord-est, jusqu’à la limite de Saint-Maurice ;
- 4,8 km vers le sud, puis vers l'est dans Saint-Maurice, en serpentant jusqu’à la route 352 (route du rang Saint-Jean) ;
- 3,1 km vers le sud-est, en serpentant jusqu’à la confluence de la rivière Noire ;
- 1,3 km vers le sud-est, en serpentant jusqu’à la limite de Saint-Luc-de-Vincennes ;
- 4,9 km vers le sud-est dans Saint-Luc-de-Vincennes, en serpentant jusqu’à la confluence de la rivière[1].

La rivière à la Fourche se déverse sur la rive nord-ouest de la rivière Champlain dans la municipalité de Saint-Luc-de-Vincennes.
La confluence de la rivière à la Fourche est située à :
- 12,2 km au nord de la confluence de la rivière Champlain ;
- 6,5 km au nord de la rive nord du fleuve Saint-Laurent ;
- 6,4 km à l'est du centre-ville de Saint-Maurice.

## Toponymie
Le toponyme rivière à la Fourche a été officialisé le 5 décembre 1968 à la Commission de toponymie du Québec.

## Photos

Rivière à la Fourche (rivière Champlain)
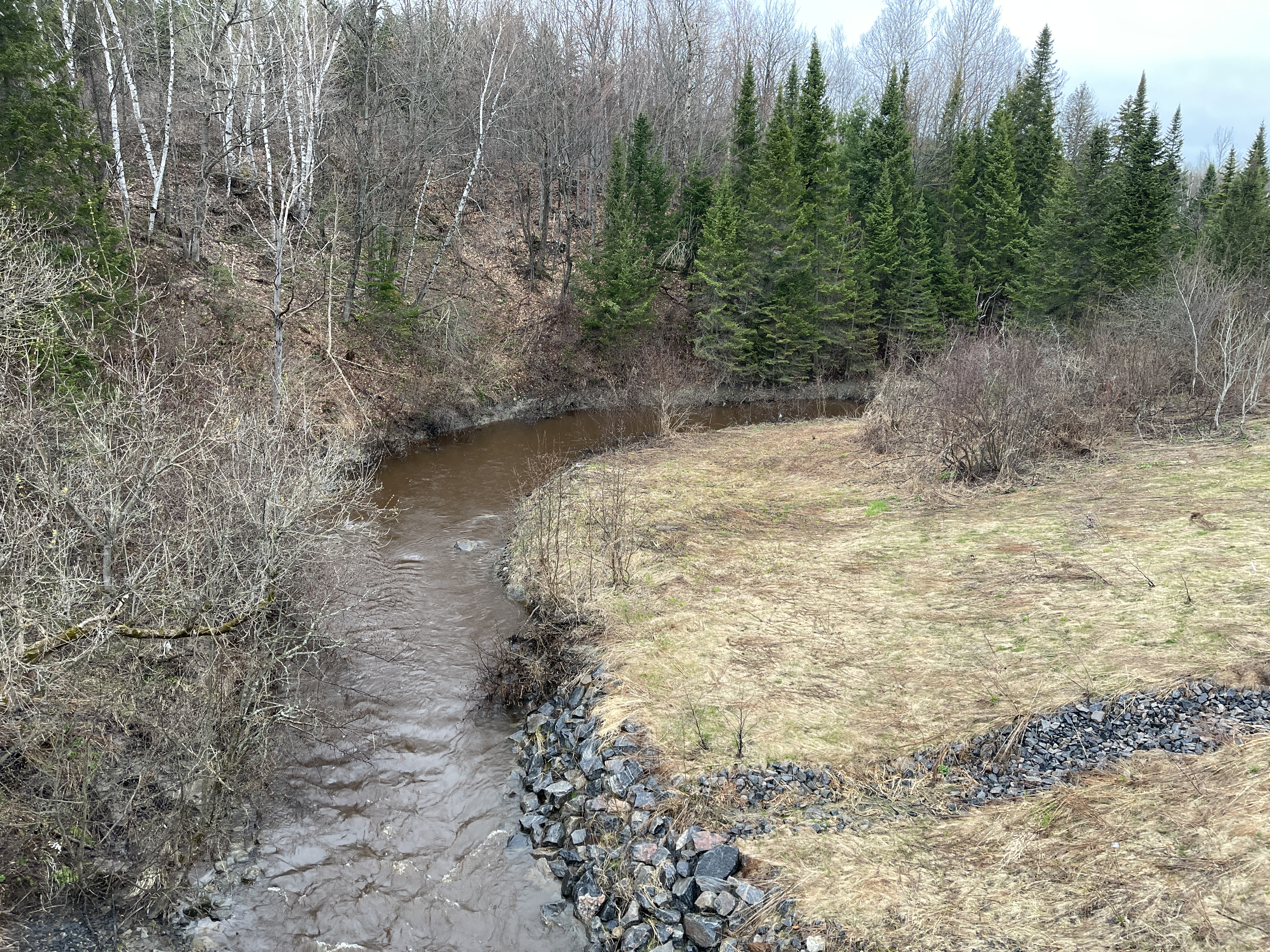
Du du pont 18231[3], rang Saint-Félix, Saint-Narcisse
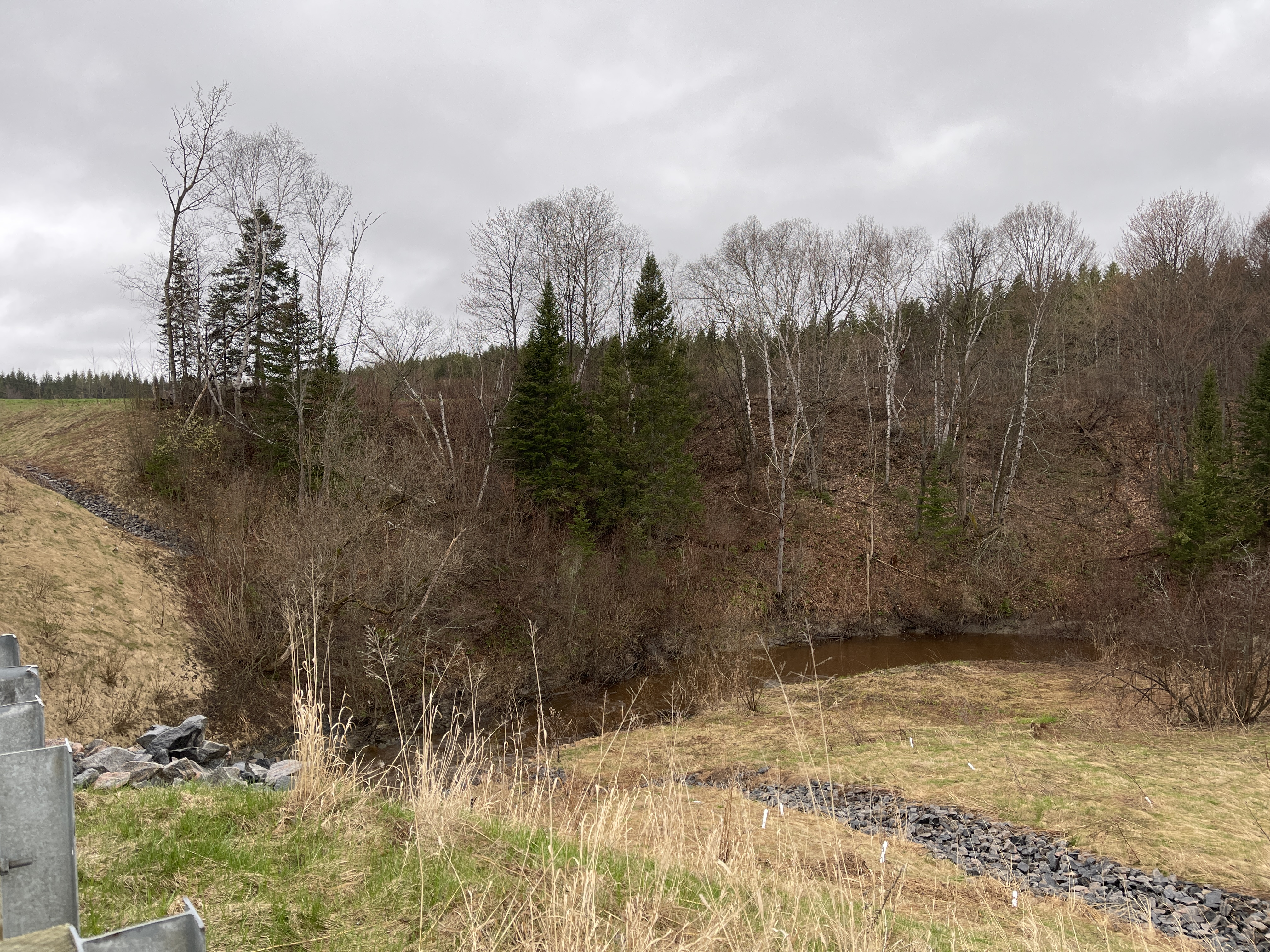
Du du pont 18231[3], rang Saint-Félix, Saint-Narcisse
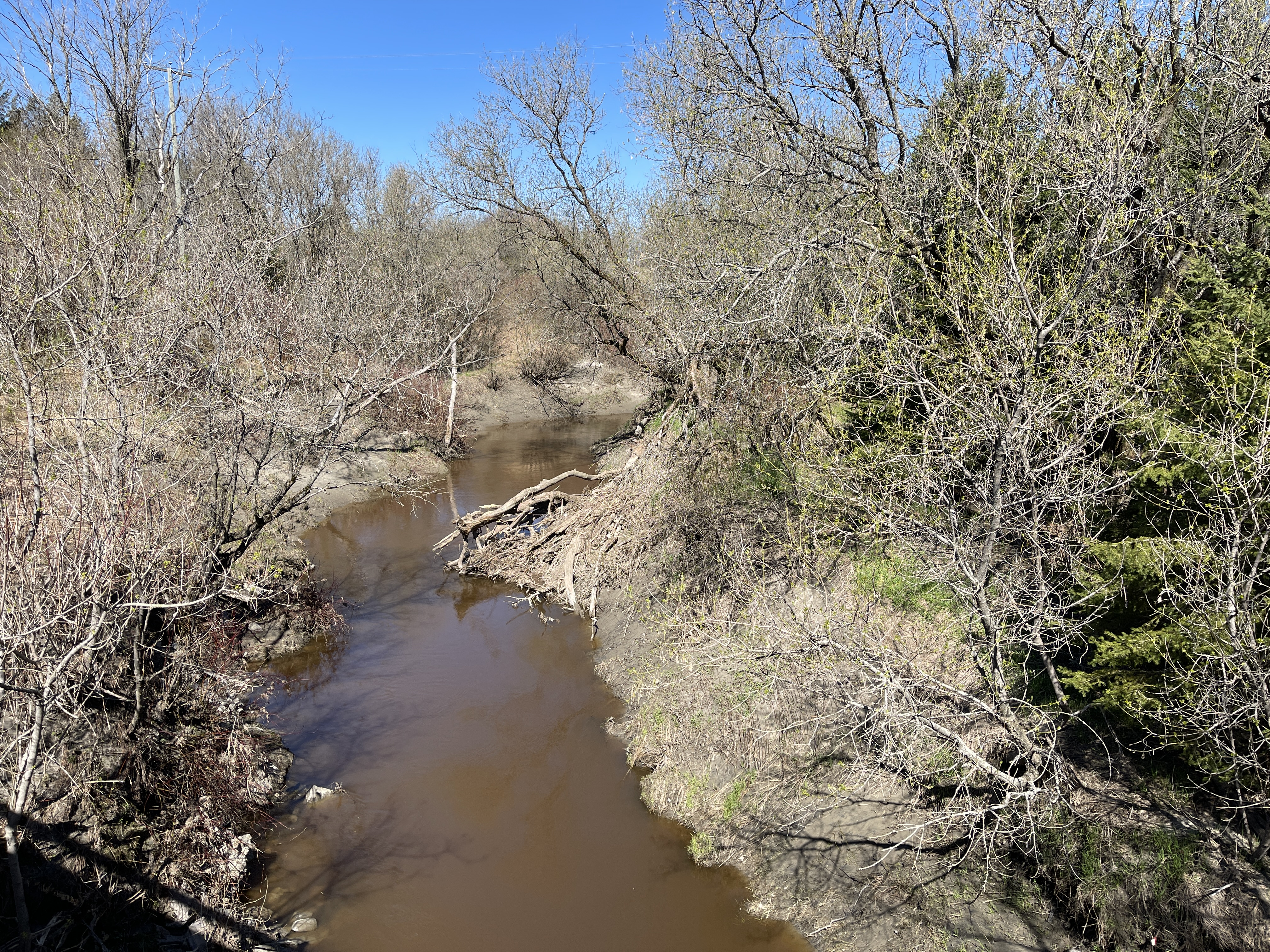
Du pont 1569[3], rang Saint-Alexis, Saint-Luc-de-Vincennes
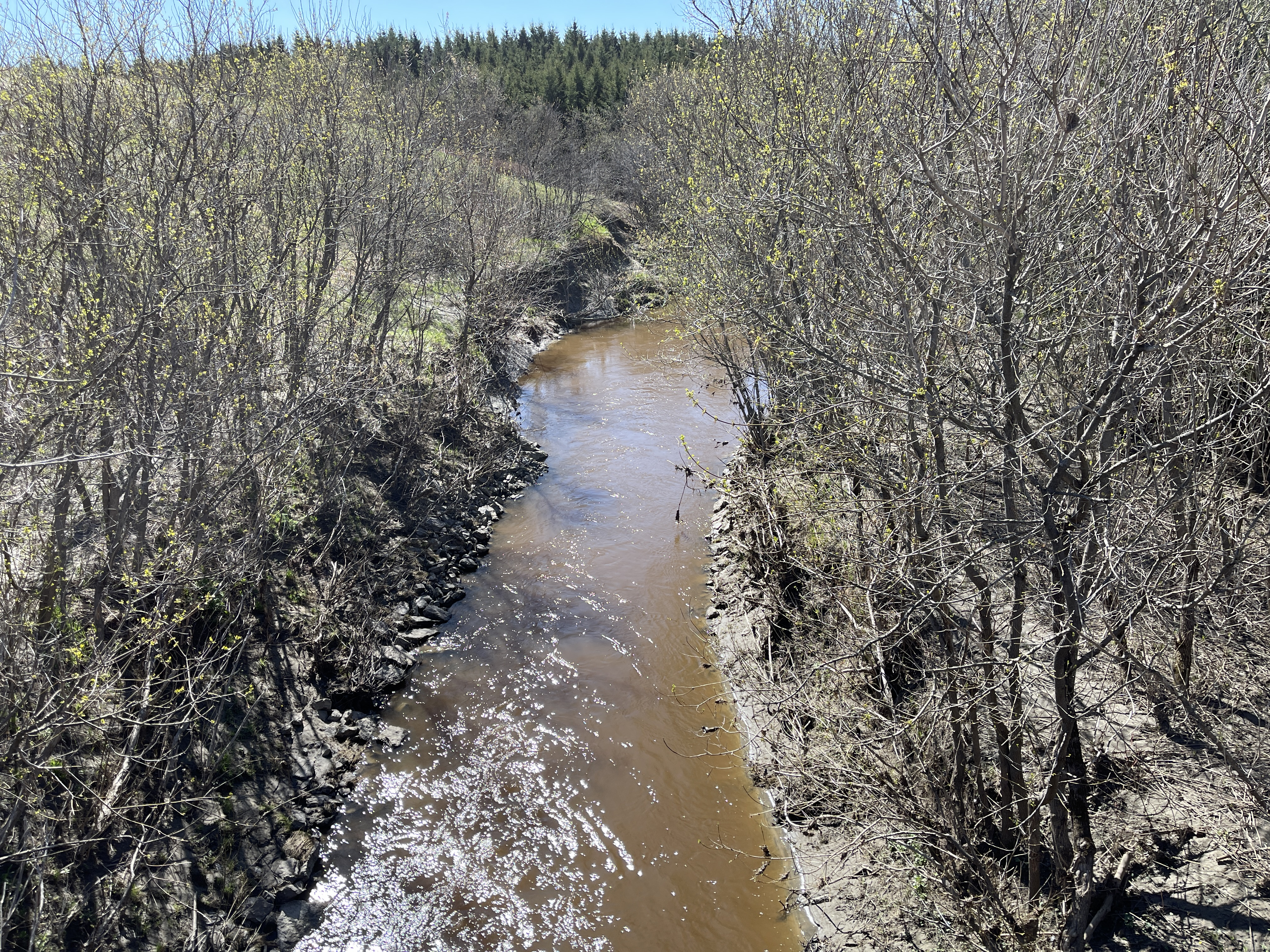
Du pont 1569, rang Saint-Alexis, Saint-Luc-de-Vincennes
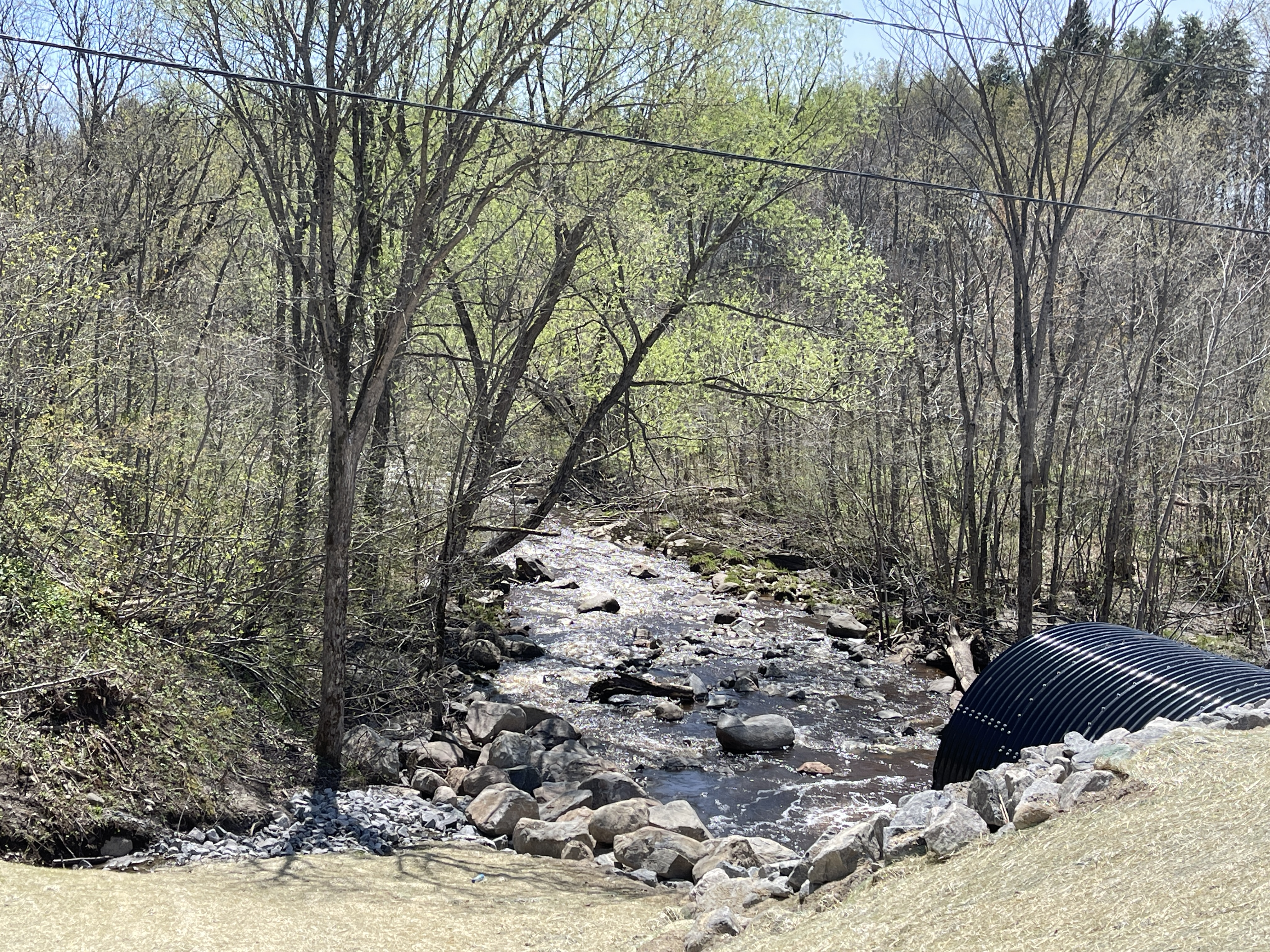
Rang Sainte-Marguerite, Saint-Narcisse